# Бурівська сільська рада
Бурі́вська сільська́ ра́да — адміністративно-територіальна одиниця та орган місцевого самоврядування в Городнянському районі Чернігівської області. Адміністративний центр — село Бурівка.

## Загальні відомості
Бурівська сільська рада утворена у 1959 році.
- Територія ради: 33,204 км²
- Населення ради: 690 осіб (станом на 2001 рік)

## Населені пункти
Сільській раді були підпорядковані населені пункти:
- с. Бурівка
- с. Безиків

## Склад ради
Рада складалася з 12 депутатів та голови.
- Голова ради: Мукосій Віра Михайлівна
- Секретар ради: Демиденко Ірина Анатоліївна

### Керівний склад попередніх скликань
| Прізвище, ім'я, по батькові | Основні відомості                                                         | Дата обрання | Дата звільнення |
| --------------------------- | ------------------------------------------------------------------------- | ------------ | --------------- |
| Мукосій Віра Михайлівна     | Сільський голова, 1953 року народження, освіта вища, член Народної партії | 26.03.2006   | 31.10.2010      |
| Мукосій Віра Михайлівна     | Сільський голова, 1953 року народження, освіта вища, позапартійна         | 31.10.2010   |                 |

Примітка: таблиця складена за даними сайту Верховної Ради України

### Депутати
За результатами місцевих виборів 2010 року депутатами ради стали:

#### За суб'єктами висування
| Суб'єкт висування                                       | Кількість обраних депутатів | %    |
| ------------------------------------------------------- | --------------------------- | ---- |
| Партія регіонів                                         | 5                           | 41,7 |
| Самовисування                                           | 4                           | 33,3 |
| Єдиний Центр                                            | 1                           | 8,3  |
| Народна партія                                          | 1                           | 8,3  |
| Політична партія Всеукраїнське об'єднання «Батьківщина» | 1                           | 8,3  |

#### За округами
| № округу                                                | Прізвище, ім'я, по батькові  | Дата визнання обраним | Освіта             | Партійна приналежність                        | Відомості про обраного депутата                     |
| ------------------------------------------------------- | ---------------------------- | --------------------- | ------------------ | --------------------------------------------- | --------------------------------------------------- |
| Єдиний Центр                                            |                              |                       |                    |                                               |                                                     |
| 11                                                      | Дробноход Сергій Михайлович  | 04.11.2010            | середня            | член Єдиного Центру                           | СТОВ «Бурівське», водій                             |
| Народна Партія                                          |                              |                       |                    |                                               |                                                     |
| 12                                                      | Демиденко Ірина Анатоліївна  | 04.11.2010            | вища               | член Народної партії                          | Бурівська сільська рада, секретар                   |
| Партія регіонів                                         |                              |                       |                    |                                               |                                                     |
| 1                                                       | Янченко Лариса Василівна     | 04.11.2010            | середня            | член Партії регіонів                          | магазин «Криниця», продавець                        |
| 2                                                       | Чугай Ніна Михайлівна        | 04.11.2010            | вища               | член Партії регіонів                          | Бурівська загальноосвітня школа, вчитель            |
| 7                                                       | Макаренко Тетяна Іванівна    | 04.11.2010            | вища               | член Партії регіонів                          | Тупичівське сільське споживче товариство, продавець |
| 8                                                       | Желдак Ніна Миколаївна       | 04.11.2010            | середня            | член Партії регіонів                          | ВАТ «Городнянський маслозавод», приймальник молока  |
| 9                                                       | Клименок Тетяна Михайлівна   | 04.11.2010            | середня            | член Партії регіонів                          | фельдшерсько-акушерський пункт, фельдшер            |
| Політична партія Всеукраїнське об'єднання «Батьківщина» |                              |                       |                    |                                               |                                                     |
| 6                                                       | Вакулик Надія Іванівна       | 04.11.2010            | середня            | член Всеукраїнського об'єднання «Батьківщина» | СТОВ «Бурівське», ветлікар                          |
| Самовисування                                           |                              |                       |                    |                                               |                                                     |
| 3                                                       | Янченко Людмила Миколаївна   | 04.11.2010            | середня спеціальна | позапартійна                                  | Бурівська загальноосвітня школа, техпрацівник       |
| 4                                                       | Ющенко Оксана Миколаївна     | 04.11.2010            | середня            | позапартійна                                  | ВАТ «Городнянський маслозавод», приймальник молока  |
| 5                                                       | Шарпатий Анатолій Григорович | 04.11.2010            | середня            | позапартійний                                 | СТОВ «Бурівське», завскладом                        |
| 10                                                      | Здор Раїса Дмитрівна         | 04.11.2010            | вища               | позапартійна                                  | Бурівська загальноосвітня школа, вчитель            |